# Silene caryophylloides
Silene caryophylloides är en nejlikväxtart. Silene caryophylloides ingår i släktet glimmar, och familjen nejlikväxter.

## Underarter
Arten delas in i följande underarter:
- S. c. binbogaensis
- S. c. caryophylloides
- S. c. echinus
- S. c. eglandulosa
- S. c. masmenaea
- S. c. stentoria
- S. c. subulata